# Pneumatoraptor fodori
Pneumatoraptor fodori és un gènere de petits dinosaures que va viure a Hongria. Se sap, per l'esquerra de la cintura escapular completa individual (scapulocoracoide) van trobar en la Formació Csehbánya de la localitat Iharkút a la muntanyes de Bakony de l'oest d'Hongria. Aquesta formació es remunta als finals del Cretaci període (Santonià edat) prop de 85 milions d'anys. L'espècie tipus és Pneumatoraptor fodori, anomenat així en referència a Géza Fodor, qui va proporcionar el finançament per a l'excavació. El nom del gènere es refereix a la Pneumatoraptor neumaticitat de l'os, els espais buits que s'han omplert de sacs d'aire en la vida. L'holotip mostra s'identifica pel nombre de catàleg MTM V.2008.38.1. i amb seu en el Museu d'Història Natural d'Hongria a Budapest.
Pneumatoraptor es diferencia d'altres teròpodes a tenir un omòplat estreny que és gairebé circular en secció transversal, així com tenir una gran obertura en l'os de la cambra d'aire. L'os és petit, la qual cosa indica que l'animal era només la meitat de la grandària de les corresponents Sinornithosaurus o 0,73 m (2,2 peus). La cintura escapular és en forma de L, que demostrin que té un membre del grup Paraves, que també inclou els dromeosàurids, troodòntids, i les ocells. Mentre que el Pneumatoraptor restes són massa incomplets per dir que, si escau, d'aquests grups específics que pertany, moltes de les característiques són similars als ossos dromeosàurids.
Altres restes de la mateixa formació poden pertànyer a Pneumatoraptor. Aquests inclouen les dents aïllades, arpes, les vèrtebres caudals, i una cama parcial òssia més baixa (tèbia).